# El Saucillo, Mineral de la Reforma
El Saucillo är en ort i Mexiko.   Den ligger i kommunen Mineral de la Reforma och delstaten Hidalgo, i den sydöstra delen av landet, 80 km nordost om huvudstaden Mexico City. El Saucillo ligger 2 394 meter över havet och antalet invånare är 3 743.
Terrängen runt El Saucillo är platt åt sydväst, men åt nordost är den kuperad. Runt El Saucillo är det mycket tätbefolkat, med 1 135 invånare per kvadratkilometer. Närmaste större samhälle är Pachuca de Soto, 5,5 km norr om El Saucillo. Omgivningarna runt El Saucillo är i huvudsak ett öppet busklandskap.